# Detlef Tewes
Detlef Tewes (* 21. November 1960 in Essen) ist ein deutscher Mandolinist der Klassischen und Neuen Musik.

## Ausbildung
Sein Studium hat er 1989 an der Musikhochschule Köln bei dem Institut Wuppertal mit dem Konzertexamen Mandoline abgeschlossen.

## Solist
Unter Dirigenten wie Claudio Abbado, Pierre Boulez, Friedrich Cerha, James Levine, Lorin Maazel, Kent Nagano, Simon Rattle und Frank Zappa hat Detlef Tewes weltweit in über 2000 Vorstellungen gespielt und dabei in Orchestern wie den Berliner Philharmonikern, Il Giardino Armonico / Milano, Ensemble Modern / Frankfurt, dem Symphonieorchester des Bayerischen Rundfunks, den Münchner Philharmonikern, dem Sinfonieorchester des Hessischen Rundfunks, dem WDR Rundfunkorchester Köln, den Wuppertaler Symphonikern, dem Ensemble Inter Contemporain / Paris, dem Elision Ensemble / Melbourne, dem Scharoun Ensemble der Berliner Philharmoniker und dem Klangforum Wien mitgewirkt.
Die solistische Tätigkeit von Detlef Tewes ist in zahlreichen Rundfunk-, Fernseh- und CD-Produktionen dokumentiert.
Er hat über 30 CD-Aufnahmen mit u. a. Boris Björn Bagger (Gitarre), Otto Freudenthal (Klavier), Zappa / Ensemble Modern und dem Sinfonieorchester des Hessischen Rundfunks eingespielt.

## Dirigent
Tewes ist auch Dirigent diverser Zupforchester. Aktuell leitet er die Mandolinen-Konzertgesellschaft Wuppertal e. V. und das Mandolinen-Orchester Bayer Leverkusen e. V.
Als Dozent ist er regelmäßig in der Aus- und Fortbildung der Dirigenten des Bundes Deutscher Zupfmusiker e. V. tätig.

## Auszeichnungen
1979 war Detlef Tewes 1. Bundespreisträger des Wettbewerbs Jugend musiziert in der Altersgruppe IV und Kulturpreisträger der Stadt Essen. 1983 wurde er Preisträger der 28. Bundesauswahl junger Künstler "Podium junger Solisten".

## Notenausgaben
Detlef Tewes hat zahlreiche musikalische Werke für Mandoline und Zupforchester bearbeitet. Hieraus sind weit über 200 Notenausgaben entstanden, zum Beispiel von Bach und Mozart.